# Hermann von Helmholtz
Hermann Ludwig Ferdinand von Helmholtz (31. srpen 1821 Postupim, Prusko – 8. září 1894 Charlottenburg, Německé císařství) byl německý fyziolog, lékař, matematik, fyzik, meteorolog a filozof. Patří k nejvýraznějším osobnostem vědy 19. století, zasáhl svým dílem do mnoha oborů přírodních věd, byl proto přiléhavě nazýván „Říšským kancléřem vědy“ (Reichskanzler der Physik). Napsal přes 220 prací z fyziologie, optiky, akustiky, termodynamiky, hydrodynamiky, elektrodynamiky a elektromagnetismu. K jeho nejznámějším vynálezům patří oftalmoskop.

## Život
Hermann von Helmholtz se narodil v rodině postupimského gymnaziálního učitele literatury a filozofie Augusta Ferdinanda Julia Helmholtze. Jeho matkou byla Angličanka Caroline Penne (1797–1854), potomek Williama Penna (1644–1718) zakladatele Pensylvánie. Byl od dětství bilingvní, ale jeho otec ho vzdělával i v jiných klasických jazycích, seznámil ho s filozofií Immanuela Kanta a Johanna Gottlieba Fichteho a „přírodní filozofií“ (Naturphilosophie), se kterou se později často potýkal. Naučil se hrát na klavír, hudba se stala jeho celoživotní zálibou, a také dobře maloval.
Na přání otce vystudoval v letech 1838–1842 lékařství na Královském medicínsko-chirurgickém institutu Bedřicha Viléma v Berlíně (dnešní Humboldtova univerzita). Údajně chtěl studovat fyziku, ale jeho otec soudil, že lékařská praxe syna lépe finančně zabezpečí. Studoval u nejvěhlasnějšího fyziologa té doby – Johanna Müllera. V roce 1842 se stal asistentem v Charité, v roce 1843 byl graduován a roku 1843 byl přidělen k Postupimskému pluku jako vojenský lékař, nicméně se věnoval svým fyziologickým výzkumům.
Roku 1847 přišel s vysvětlením zachování energie při svalové činnosti a celkově stanovil zákony zachování energie, respektive je upřesnil. Jeho práce O zachování síly znamenala novou epochu jak v dějinách fyziologie, tak v dějinách fyziky. Vědecké úspěchy umožnily Helmholtzovi opustit armádu a v roce 1848 se stal spolupracovníkem Anatomického Muzea a odborným asistentem na Akademii společenských věd v Berlíně.
26. srpna 1849 se oženil s dcerou vojenského chirurga Olgou von Velten (1827–1859). Téhož roku byl povolán přednášet, jako zastupující profesor a ředitel, fyziologii a patologii na univerzitní Fyziologický institut v Královci (Königsberg, dnešní Kaliningrad) ve Východním Prusku. V roce 1850 sestrojil oftalmoskop, představil ho roku 1851 ve spisku Popis očního zrcátka ku zkoumání sítnice v živoucím oku (Beschreibung eines Augenspiegels zur Untersuchung der Netzhaut im lebenden Auge) a zaměřil svůj zájem na fyziologii smyslů. Zabýval se například rychlostí nervových impulzů, vnímáním prostoru či barevným viděním. Uskutečnil několik zahraničních cest (Švýcarsko, Itálie, Anglie), pořádal přednášková turné o svých výzkumech po německých městech. Koncem roku 1851 se stal řádným profesorem.
Drsné pobaltské klima působilo nepříznivě na zdraví jeho manželky a proto v roce 1855 přijal místo profesora anatomie a fyziologie na univerzitě v Bonnu. Zde pokračoval ve studiu vnímání a publikoval první svazek své Rukověti fyziologické optiky (Handbuch der Physiologischen Optik), která shrnuje jeho empirické teorie o prostorovém a barevném vidění. 
Roku 1858 se stal učitelem na Heidelberské univerzitě. V roce 1859 mu zemřela manželka na tuberkulózu a Helmholtz, který zůstal sám se dvěma malými dětmi, se 16. května 1861 podruhé oženil. Vzal si Annu von Mohl (1834–1899), s níž měl další tři děti.
V tomto období se jeho zájem obrátil k fyzice a jeho rostoucí vědecká velikost byla později oceněna nabídkou profesury na Berlínské univerzitě. V roce 1858 publikoval pojednání O integrálech hydrodynamické rovnice (Über die Integrale der hydromechanischen Gleichung).
V roce 1863 publikoval knihu Nauka o vnímání zvuků jako fyziologický základ pro teorii hudby (Lehre von den Tonempfindungen als physiologische Grundlage für die Theorie der Musik), která od fyziologie a akustiky zasahuje až k psychologii. Sestrojil rezonátor vlastní konstrukce, který dnes nese jeho jméno – Helmholtzův rezonátor. Zabýval se otázkami zkreslení zvuku ve sluchovém ústrojí, hlavně při vyšších frekvencích, dělal pokusy s lidským hlasem.
Významně přispěl k rozvoji fyzikální chemie statěmi o termodynamice chemických reakcí. Kladl důraz na rozlišení vázané a volné energie soustavy, přičemž rozšířil fenomenologickou termodynamiku o pojem volné energie soustavy jako termodynamického potenciálu. V mechanice se zabýval teorií vířivého pohybu kapalin, mechanismem šíření mořských vln a položil i základy teorie šíření balistické vlny. V roce 1867 vyšel třetí díl jeho Rukověti fyziologické optiky.
Od roku 1870 pobýval v Berlíně, kde se stal roku 1871 profesorem fyziky a také řádným členem královské pruské akademie věd. Přednášel o elektromagnetické teorii a pracoval na matematickém vyjádření elektrodynamických dějů. Zabýval se také meteorologií. Svá pozorování popsal v pojednání Vichřice a bouře (Wirbelstürme und Gewitter). V roce 1883 byl povýšen do šlechtického stavu. Roku 1888 se Helmholtz stal prvním prezidentem nově založeného Fyzikálně-technického říšského ústavu (Physikalisch-Technischen Reichsanstalt) v Charlottenburgu. Na tomto postu setrval po zbytek života.

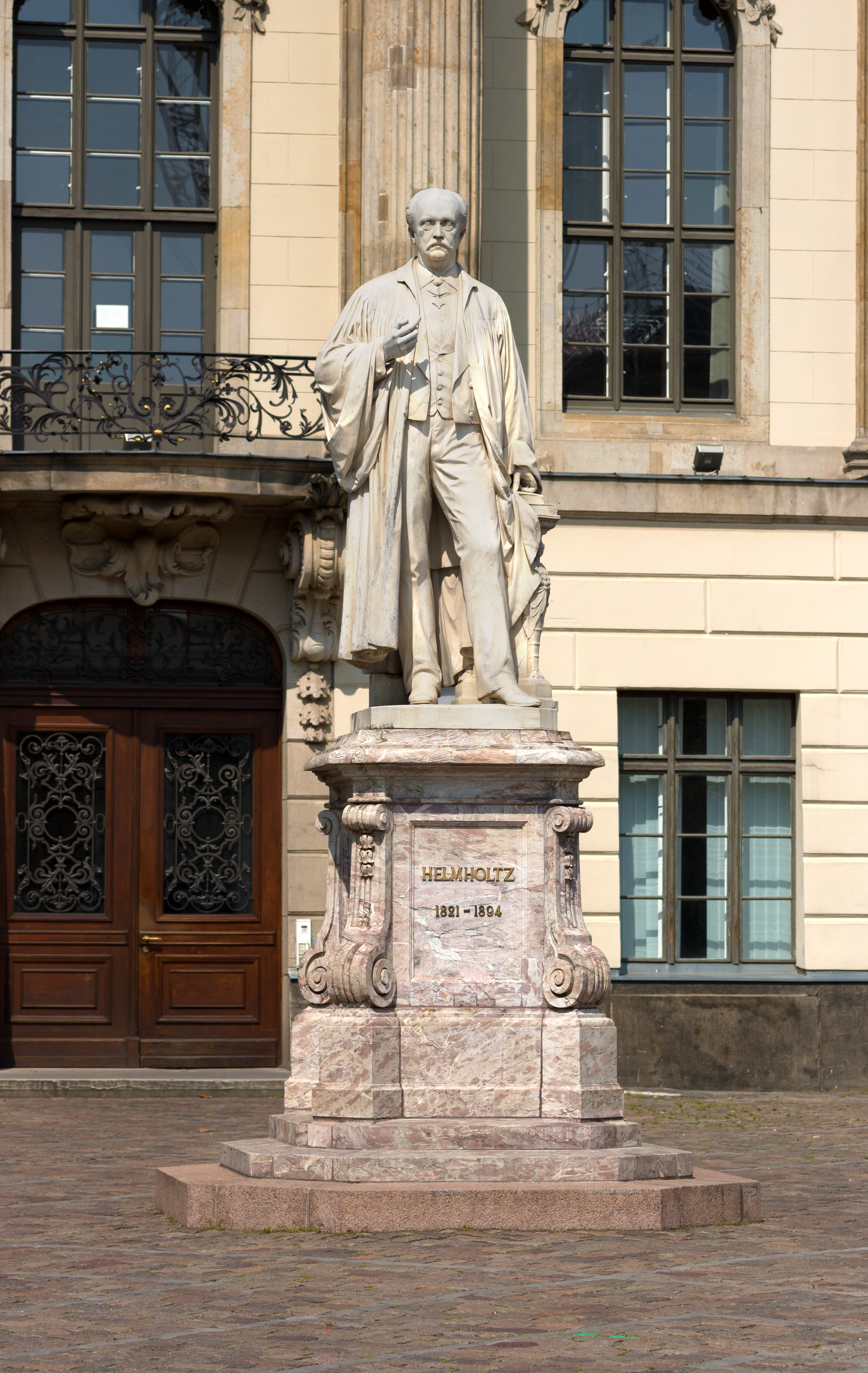
Helmholtzův pomník před Humboldtovou univerzitou v Berlíně

Oslava Helmholtzových sedmdesátin 2. listopadu 1891 byla velkolepá. Císař Vilém II. Pruský mu propůjčil titul tajného rady, vyznamenali ho králové Itálie a Švédska, prezident Francie i bádenský velkovévoda. Dostal čestná jmenování od různých vědeckých institucí z celého světa. Byl jmenován čestným občanem své rodné Postupimi.
V roce 1894, během přednáškového turné v USA, utrpěl Hermann von Helmholtz při pádu otřes mozku, ze kterého se úplně nezotavil a pozdější komplikace vedly k jeho úmrtí. Zemřel 31. srpna 1894 ve věku 73 let. Pohřebních obřadů se vedle rodiny, přátel a vědců zúčastnil i císař se svou rodinou. Je pohřben na berlínském hřbitově Wannsee v Zehlendorfu.
Před Humboldtovou univerzitou byl postaven krátce po Helmholtzově smrti jeho pomník. 

## Ocenění
- V roce 1881 byl Helmholtz zvolen „čestným členem“ (Honorary Fellow) Royal College of Surgeons in Ireland.[4]
- 10. listopadu 1881 se stal komandérem Čestné legie (No. 2173).
- V roce 1883 byl profesor Helmholtz povýšen do šlechtického stavu a získal přídomek von.
- Jeho jméno nese největší německá asociace výzkumných institucí – Helmholtz-Gemeinschaft Deutscher Forschungszentren.[5][6]
- Jeho jméno nese planetka 11573 Helmholtz, měsíční kráter Helmholtz a také kráter Helmholtz na Marsu.[7]
- V berlínském Charlottenburgu nese jeho jméno ulice Helmholtzstraße.[8]